# Кристиан Август фон Саксония-Цайц
Кристиан Август фон Саксония-Цайц (на немски: Christian August von Sachsen-Zeitz, на унгарски: Keresztély Ágost; * 9 октомври 1666, дворец Морицбург, Цайц; † 23 август 1725, Регенсбург) от рода на Албертинските Ветини, е германски принц на Саксония-Цайц, кардинал-архиепископ на Естергом/Гран, Унгария (1707 – 1725), епископ на Рааб (Győri) (1696 – 1725), примас на Унгария и императорски принципалкомисар (1716 – 1725) в имперското събрание.

## Живот
Той е син на херцог Мориц I фон Саксония-Цайц (1619 – 1681) и втората му съпруга Доротея Мария фон Саксония-Ваймар (1641 – 1675), дъщеря на херцог Вилхелм фон Саксония-Ваймар и Елеонора Доротея фон Анхалт-Десау. Брат е на Мориц Вилхелм (1664 – 1718) и на Фридрих Хайнрих (1668 – 1713).
Кристиан Август е рицар на Тевтонския орден, през 1693 г. става католик и духовник в Кьолн и на 18 юни 1696 г. епископ на Рааб (Győri). Папа Климент XI го издига на кардинал на 17 май 1706 г. На 20 януари 1707 г. той става архиепископ на Естергом (Гран) и така примас на Унгария (наричан Keresztély Ágost).
През 1714 г. Кристиан Август и наследниците му като архиепископи на Гран са издигнати от императора на имперски князе. От 1716 г. той е императорски принципалкомисар в имперското събрание в Регенсбург и de facto като заместник на императора на събранието.
Той умира на 23 август 1725 г. на 58 години в Регенсбург. Погребан е в катедралата „Св. Мартин“ в Братислава.